# Eugène Chigot

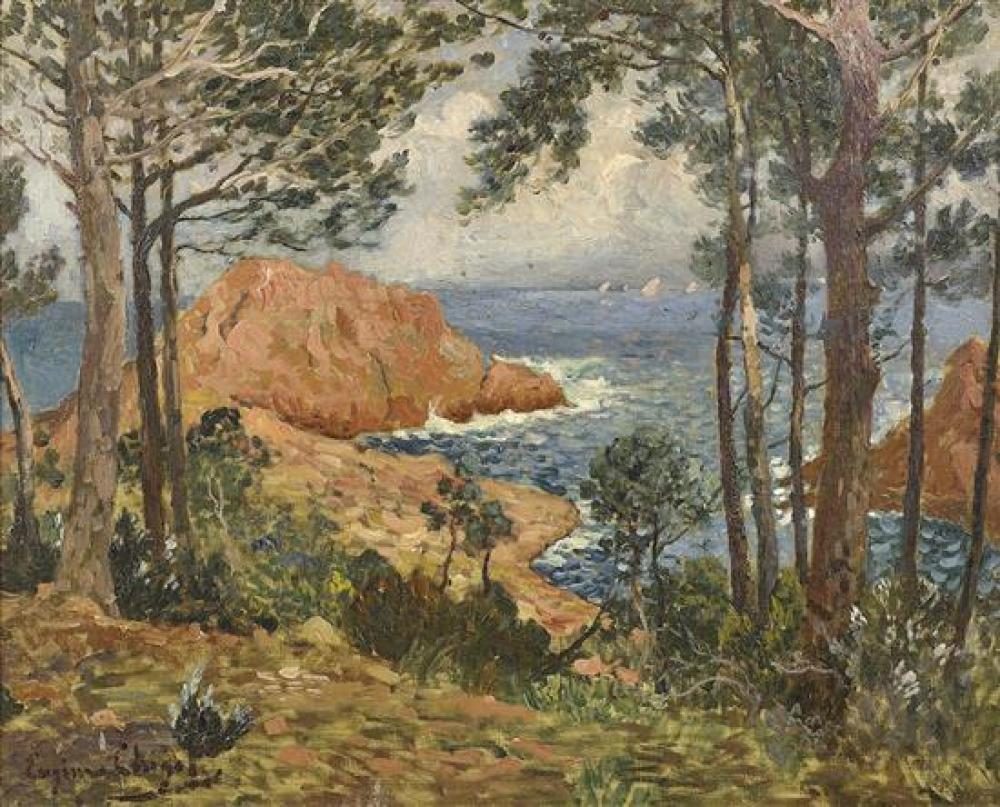
Roter Felsen

Eugène-Henri-Alexandre Chigot (* 22. November 1860 in Valenciennes; † 14. Juli 1923 in Paris) war ein französischer Landschafts- und Marinemaler.
Von seinem Vater, dem Maler Alphonse Chigot (1824–1917) ausgebildet, trat Eugène Chigot 1872 in das Notre-Dame des Dunes College in Dünkirchen ein, wo er Henri Le Sidaner kennenlernte, mit dem er sich anfreundete.
Eugène Chigot studierte danach Malerei ab 1880 an der École des beaux-arts de Paris bei Alexandre Cabanel und Paul Vayson.
Eugene erhielt ein Stipendium und unternahm eine Reihe langer Reisen, die ihn nach Spanien führten, wo er bis 1887 blieb.

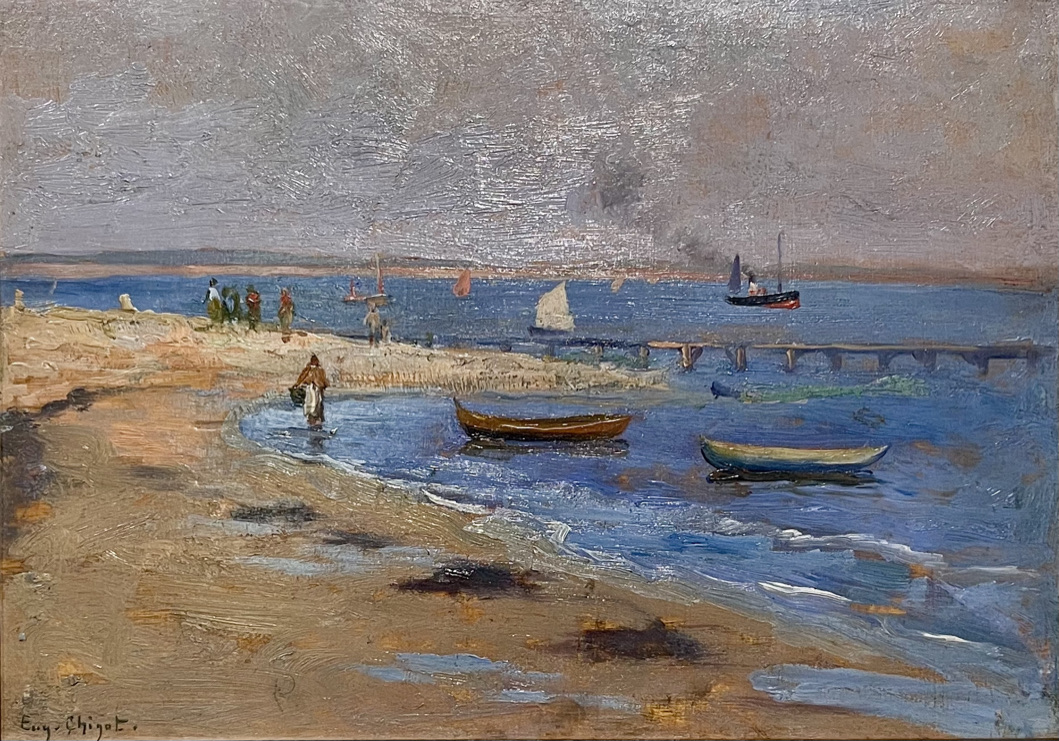
Dampfschiff bei Le Touquet-Paris-Plage, ca. 1890. Collections départementales du Pas-de-Calais

Zusammen mit seinem Freund Henri Le Sidaner zog er nach Étaples im Département Pas-de-Calais und gründete dort ein Atelier, das zur Schule werden sollte, die „Villa des Roses“. Er lebte dort etwa 20 Jahre lang und verbrachte auch einige Zeit in Le Touquet-Paris-Plage, wo er in dem ihm gehörenden Chalet Saint-Josse wohnte. Er engagierte sich auch im kulturellen Leben des jungen Badeortes.
1891 wurde er zum offiziellen Maler des Marineministeriums ernannt.
1903 beteiligte er sich an der Gründung des Salon d’Automne und trat der Gesellschaft französischer Künstler bei. 1908 zog er nach Paris, teilte seine Zeit jedoch zwischen seinem Pariser Atelier und Petit-Fort-Philippe am Ufer der Aa auf, wo er ein Chalet am Meer bauen ließ.
Er wurde 1895 zum  Ritter und 1912 zum Offizier der Ehrenlegion ernatt.